# Єнні Юнссон
Єнні Юнссон (швед. Jenny Jonsson; нар. 30 серпня 1987  Гельґум, Соллефтео, Швеція) — шведська біатлоністка, учасниця чемпіонатів світу з біатлону, переможниця та призерка етапів кубка світу з біатлону у складі естафетної збірної. Молодша сестра відомої шведської біатлоністки Гелени Екгольм.

## Виступи на чемпіонатах світу
| Рік  | Місце проведення     | Інд | Спр | Пр | МС | Ест | ЗМ |
| 2011 | Ханти-Мансійськ      | 36  |     |    |    | 6   |    |
| 2012 | Рупольдінг           | 58  | 59  | 49 |    | 5   |    |
| 2013 | Нове Место-на-Мораві | DNS | 100 |    |    |     | 14 |

## Кар'єра в Кубку світу
- Дебют в кубку світу — 27 лютого 2008 року в спринті в Пхьончхані — 59 місце.
- Перше попадання в залікову зону — 11 березня 2009 року в індивідуальній гонці у Ванкувері — 18 місце.
- Перший подіум — 6 січня 2011 року в естафеті в Обергофі — 1 місце.
- Перша перемога — 6 січня 2011 року в естафеті в Обергофі — 1 місце.

## Загальний залік в Кубку світу
- 2008–2009 — 80-е місце (23 очки)
- 2009–2010 — 87-е місце (15 очок)
- 2010–2011 — 50-е місце (94 очки)
- 2011–2012 — 61-е місце (59 очок)

## Статистика стрільби
| № п/п | Сезон     | Загальна         | Індивідуальна гонка | Спринт         | Гонка переслідування | Мас-старт      | Естафета       |
| ----- | --------- | ---------------- | ------------------- | -------------- | -------------------- | -------------- | -------------- |
| 1     | 2007-2008 | 83,3 % (25/30)   | 0,0 % (0/0)         | 83,3 % (25/30) | 0,0 % (0/0)          | 0,0 % (0/0)    | 0,0 % (0/0)    |
| 2     | 2008-2009 | 90,7 % (136/150) | 95,0 % (57/60)      | 88,6 % (62/70) | 85,0 % (17/20)       | 0,0 % (0/0)    | 0,0 % (0/0)    |
| 3     | 2009-2010 | 92,1 % (129/140) | 95,0 % (57/60)      | 90,0 % (54/60) | 90,0 % (18/20)       | 0,0 % (0/0)    | 0,0 % (0/0)    |
| 4     | 2010-2011 | 90,5 % (228/252) | 91,3 % (73/80)      | 95,0 % (57/60) | 85,0 % (51/60)       | 85,0 % (17/20) | 93,8 % (30/32) |
| 5     | 2011-2012 | 89,6 % (207/231) | 91,7 % (55/60)      | 85,0 % (68/80) | 90,0 % (54/60)       | 0,0 % (0/0)    | 96,8 % (30/31) |